# Tyreoglobulina
Tyreoglobulina, Tg – jest glikoproteiną produkowaną wyłącznie przez komórki pęcherzykowe tarczycy, zarówno prawidłowe, jak i nowotworowo zmienione. W surowicy zdrowych mężczyzn wykrywa się Tg w stężeniu 1,4-29,2 ng/ml, dla kobiet to stężenie wynosi 1,5-38,5 ng/ml. Tyreoglobulina jest prekursorem trijodotyroniny i tyroksyny (tetrajodotyroniny). Magazynuje również jod i nieaktywne formy hormonów.
Ponieważ tyreoglobulina jest produkowana przez niemal wszystkie typy zróżnicowanego raka tarczycy, powszechnie wykorzystywana jest jako marker tego nowotworu.